# Maianthemum japonicum
Maianthemum japonicum là một loài thực vật có hoa trong họ Măng tây. Loài này được (A.Gray) LaFrankie mô tả khoa học đầu tiên năm 1986.

## Hình ảnh

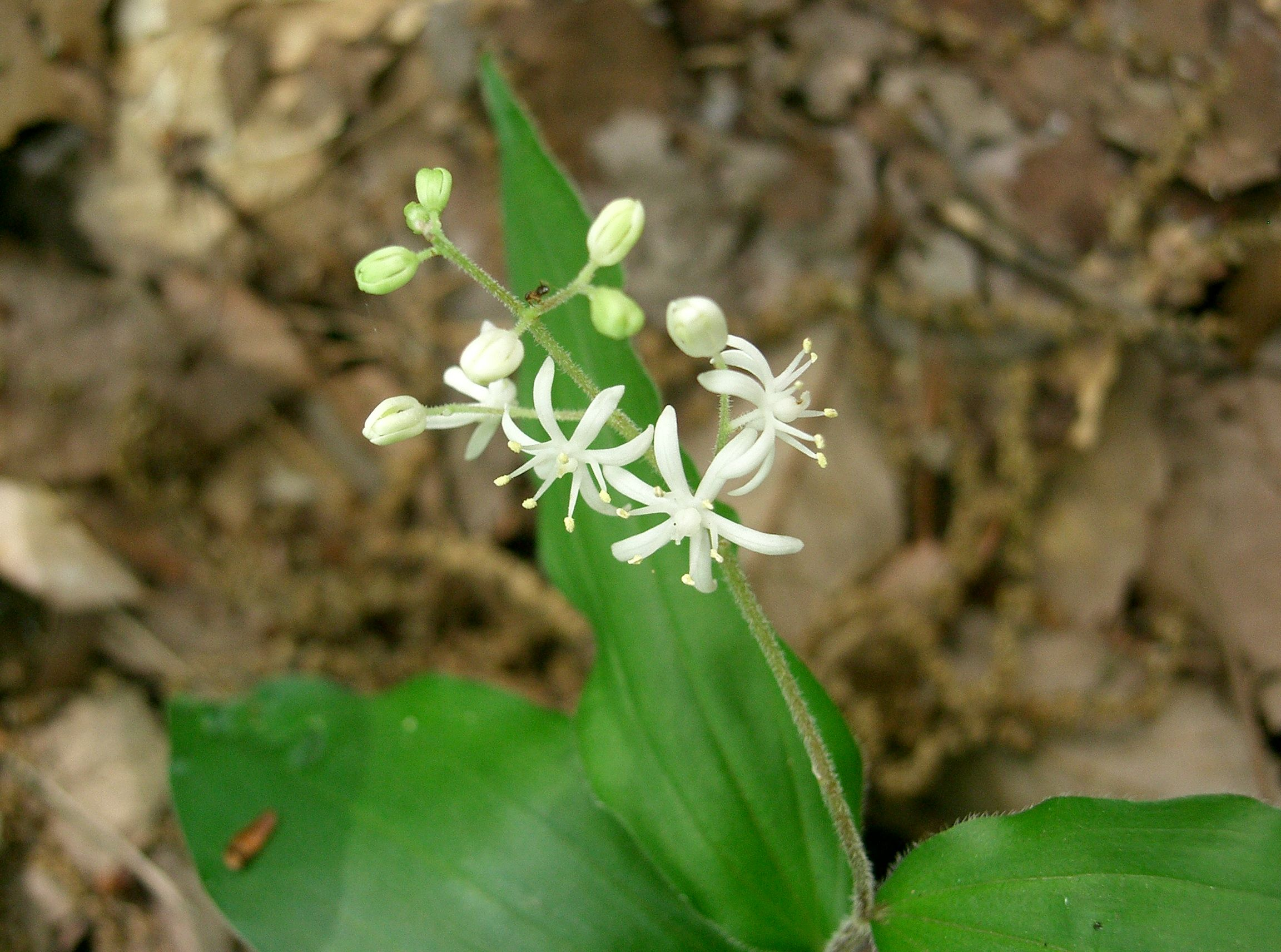
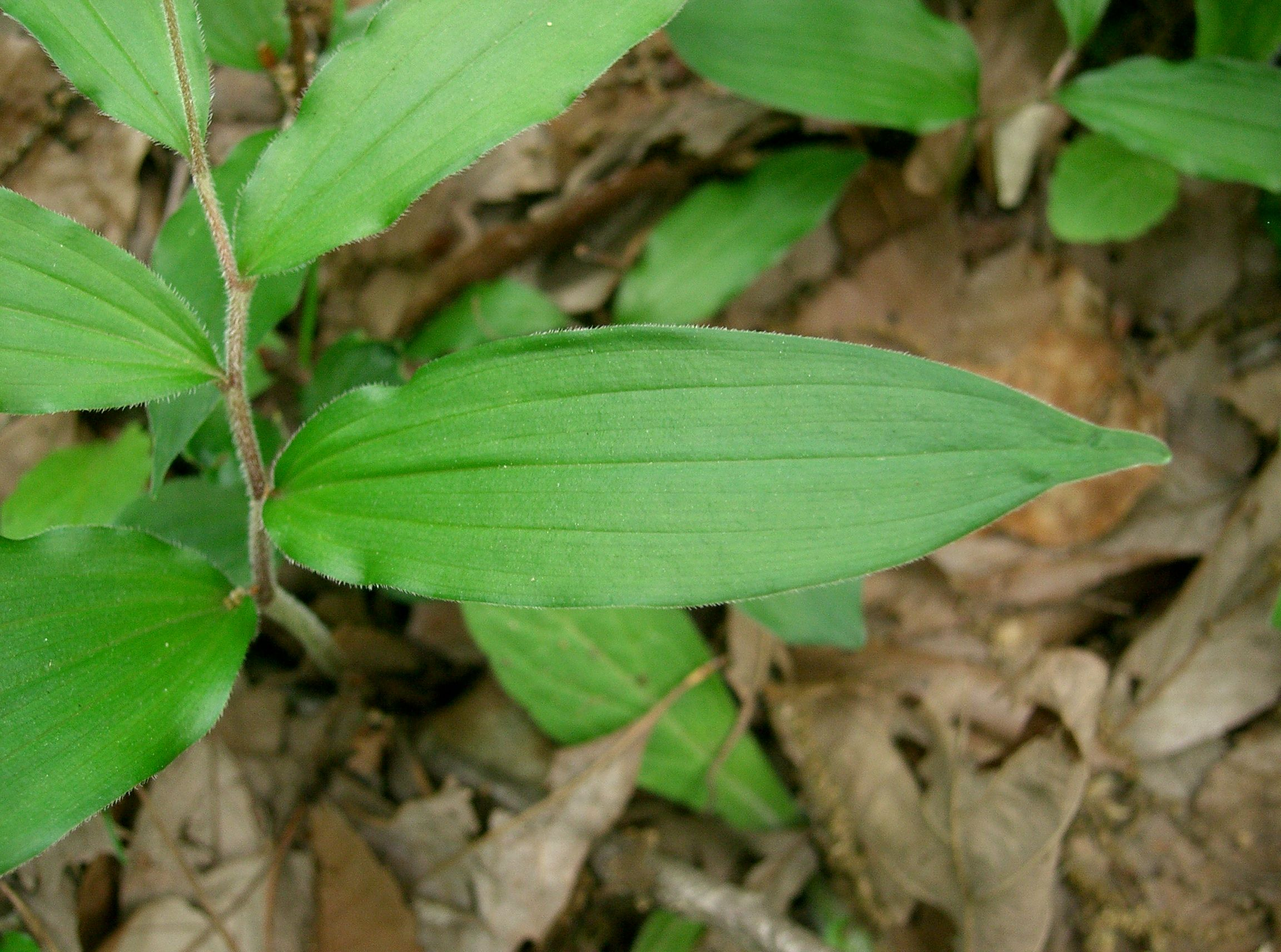
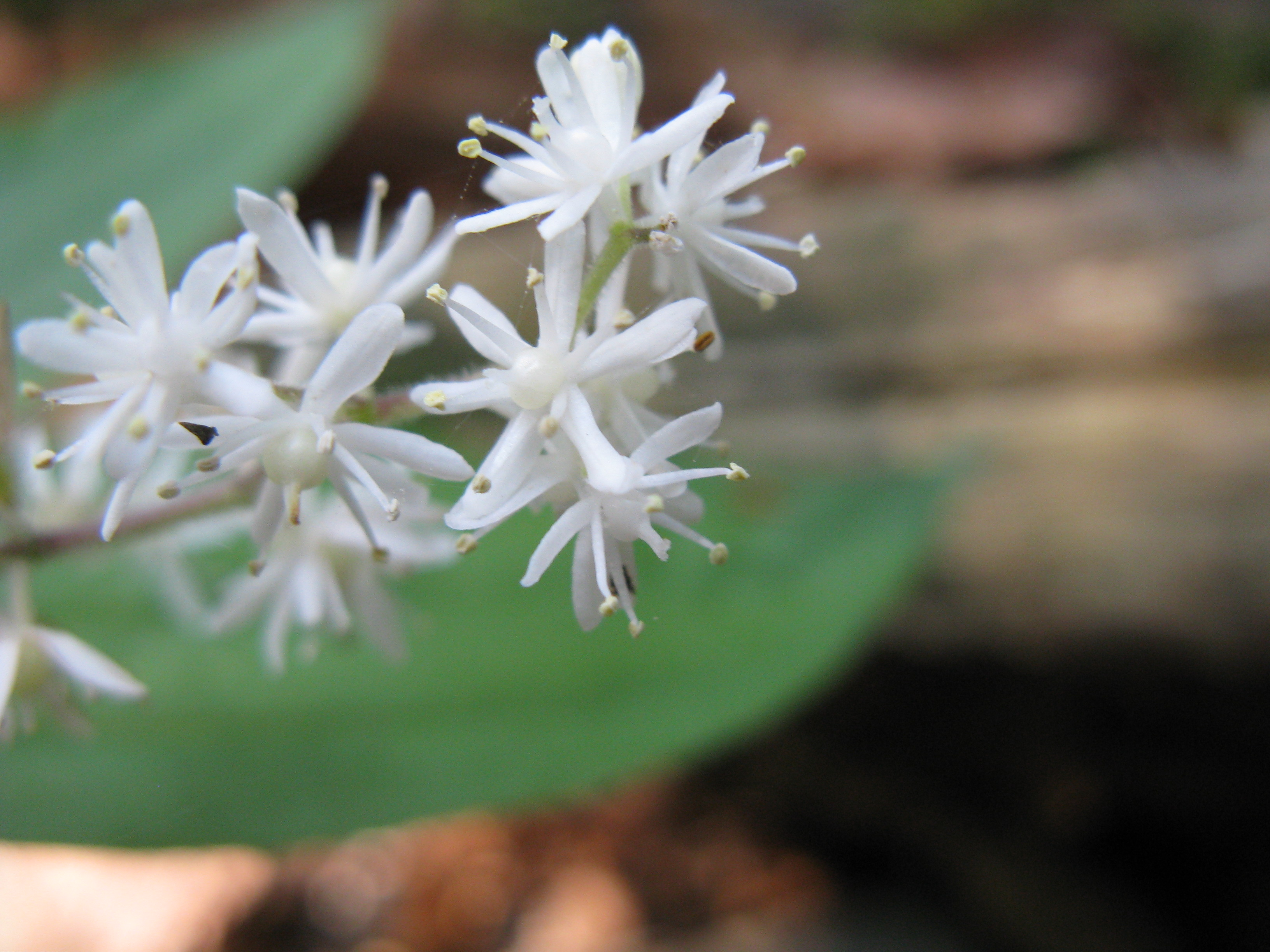